# 안토니오 알사멘디
안토니오 알사멘디 카사스(스페인어: Antonio Alzamendi Casas, 1956년 6월 7일 두라스노 ~ )는 우루과이의 전직 축구 선수로, 포지션은 공격수였다.
원더러스 데 두라스노 소속으로 데뷔했으며 1986년 아르헨티나의 리버 플레이트가 코파 리베르타도레스와 인터콘티넨털컵에서 우승을 차지하는 데에 공헌했다. 1986년 FIFA 월드컵과 1990년 FIFA 월드컵에서 우루과이 대표로 출전했으며 1986년 FIFA 월드컵에서는 서독을 상대로 득점을 기록했다.
1986년 남아메리카 올해의 축구 선수로 선정되었으며 1991년 현역 은퇴했다.